# Esperimento Homestake

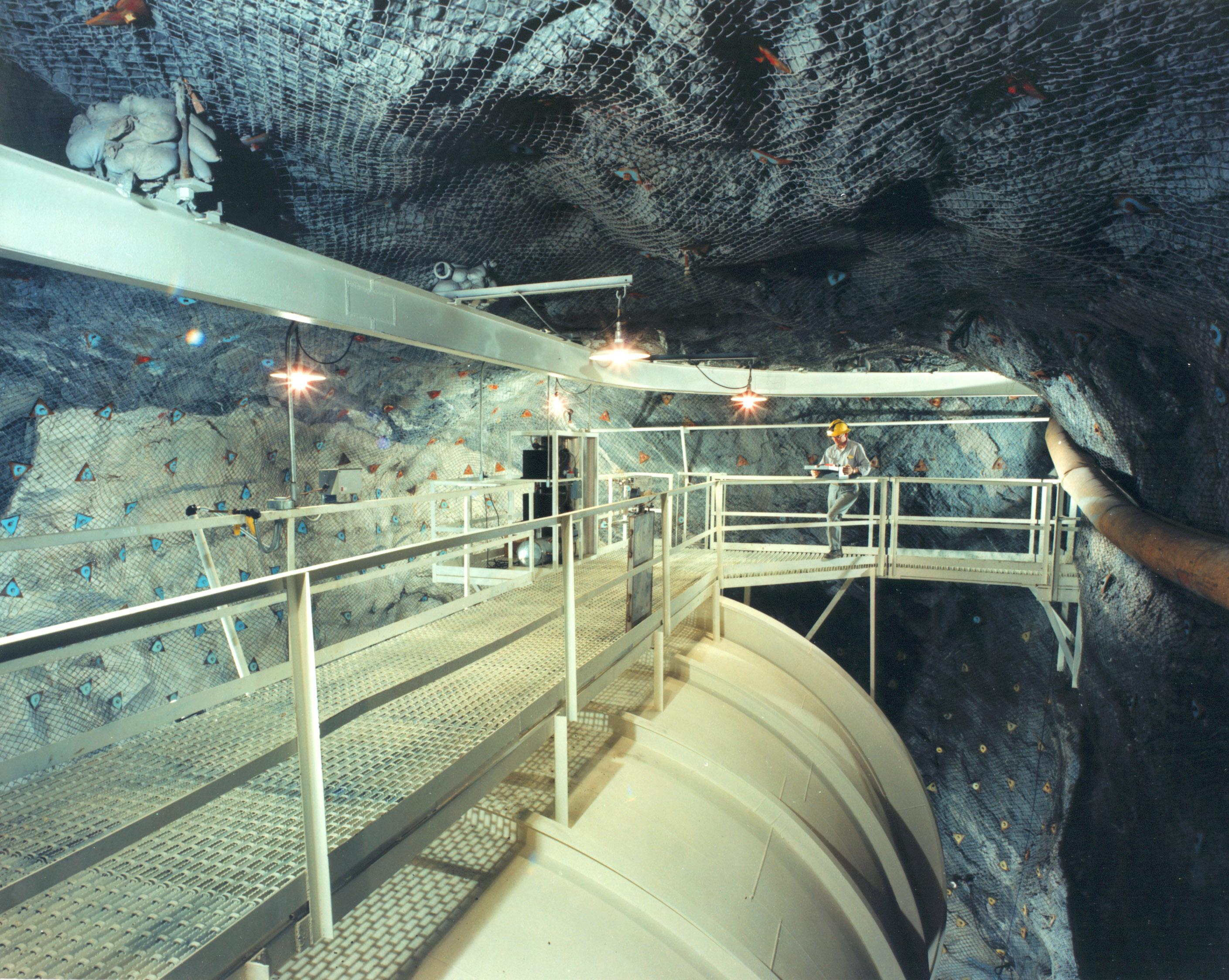
Il serbatoio sotterraneo dell'esperimento Homestake quando il bacino intorno al serbatoio non era ancora stato immerso.

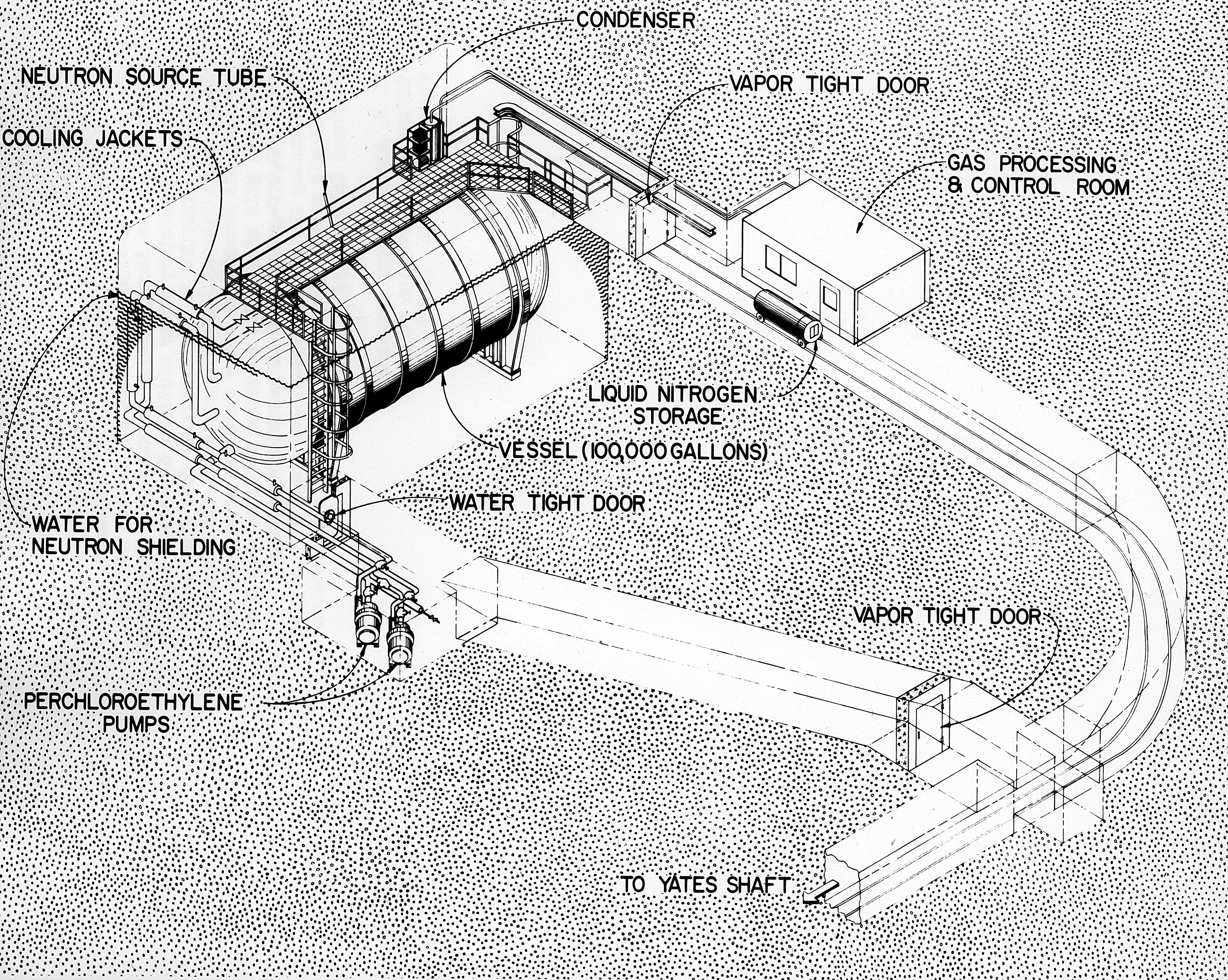
Impianto dell'esperimento nella miniera di Homestake.

L'esperimento Homestake (a volte chiamato esperimento di Davis mentre nella letteratura originale esperimento dei neutrini solari di Brookhaven o esperimento al 37Cl (cloro) di Brookhaven) è stato un esperimento guidato dagli astrofisici Raymond Davis Jr. e John N. Bahcall nei tardi anni 1960. Il suo scopo era di rilevare e contare i neutrini emessi dalla fusione nucleare all'interno del Sole. Bahcall effettuò i calcoli teorici e Davis progettò l'esperimento. Dopo che Bahcall calcolò il tasso al quale il rivelatore avrebbe dovuto catturare i neutrini, ci si rese conto che l'esperimento di Davis aveva rilevato un terzo di quelli previsti. L'esperimento fu il primo ad essere riuscito a rilevare e contare i neutrini solari, ma la discrepanza tra teoria e risultati creò il problema dei neutrini solari. L'esperimento operò ininterrottamente dal 1970 al 1994. L'Università della Pennsylvania prese il controllo nel 1984. Si scoprì successivamente che la discrepanza tra i tassi di rilevazione misurato e previsto fosse dovuta alle oscillazioni di "sapore" del neutrino.

## Metodologia
L'esperimento ebbe luogo nella miniera d'oro di Homestake a Lead (Dakota del Sud). Davis collocò, 1478 metri sottoterra, un serbatoio di 380 metri cubi di tetracloroetene, un comune fluido per il lavaggio a secco. Era necessario usare un bersaglio grande e profondo per prevenire l'interferenza causata dai raggi cosmici, tenendo conto della bassissima probabilità della riuscita cattura di un neutrino e, quindi, tasso di successi molto basso persino con l'elevata massa del bersaglio. Il tetracloroetene fu scelto perché è ricco di cloro. Dopo l'interazione con un neutrino elettronico, un atomo di 37Cl si trasforma in un isotopo radioattivo del 37Ar, che può poi essere estratto e conteggiato. La reazione è la seguente
{\displaystyle \mathrm {\nu _{e}+\ ^{37}Cl\longrightarrow \ ^{37}Ar+e^{-}.} }
La soglia di reazione (cioè il minimo valore di energia che avrebbe dovuto avere il neutrino per avviare questa reazione) è 0,814 MeV.
Poiché 37Ar ha un'emivita di 35 giorni, ogni poche settimane, Davis pompava elio nel serbatoio per raccogliere l'argon che si era formato. Un piccolo contatore di gas (di pochi cm cubi) veniva riempito dalle poche decine di atomi di 37Ar (insieme all'argon stabile) per rilevare i suoi decadimenti. In tal modo, Davis fu in grado di determinare quanti neutrini fossero stati catturati.

## Conclusioni
I dati di Davis furono consistentemente molto vicine a un terzo del calcolo di Bahcall. La prima reazione della comunità scientifica fu che o Bahcall o Davis avevano fatto un errore. I calcoli di Bahcall furono verificati più volte e non furono trovati errori. Davis analizzò il suo stesso esperimento e affermava che non c'erano problemi. L'esperimento Homestake fu seguito da altri esperimenti con lo stesso scopo, come il Kamiokande in Giappone, SAGE nell'ex Unione Sovietica, GALLEX in Italia, Super-Kamiokande, di nuovo in Giappone e il Sudbury Neutrino Observatory (SNO) in Ontario, Canada. SNO fu il primo rivelatore in grado di rilevare l'oscillazione del neutrino, risolvendo così il problema dei neutrini solari. Il risultati dell'esperimento, pubblicati nel 2001, svelarono che dei tre "sapori" tra i quali i neutrini possono oscillare, il rivelatore di Davis era in grado di distinguerne solo uno. Dopo che il suo esperimento fu dimostrato essere valido, nel 2002 Davis fu uno dei vincitori del premio Nobel per la fisica. Tra coloro che hanno condiviso il premio c'è il giapponese Masatoshi Koshiba, che lavorò sul Kamiokande e sul Super Kamiokande.